# Scandicinae
Scandicinae es una subtribu de plantas con flores perteneciente a la familia Apiaceae.

## Géneros
Según NCBI
| - Anthriscus - Athamanta - Chaerophyllopsis - Chaerophyllum - Changium - Chuanminshen - Conopodium | - Dorema - Geocaryum - Kozlovia - Krasnovia - Myrrhis - Neoconopodium - Oreomyrrhis | - Osmorhiza - Physocaulis - Scandix - Schumannia - Tinguarra - Todaroa |